# Stan Sakai
Stan Sakai (Kyoto, 25 maggio 1953) è un fumettista giapponese naturalizzato statunitense, noto per essere il creatore di Usagi Yojimbo.

## Biografia
Si trasferisce giovanissimo con la famiglia dalla natia Kyoto alle isole Hawaii, dove passa la maggior parte della sua giovinezza e si appassiona ai film con protagonisti i samurai, proiettati settimanalmente nel cinema vicino a casa. 
Dopo essersi laureato in Belle Arti alla University of Hawaii si trasferisce in California, dove ancora risiede, per frequentare la Art Center College of Design di Pasadena. 

## Carriera
Il suo esordio nel mondo del fumetto avviene nel 1984 in qualità di letterista della serie indipendente Groo the Wanderer scritta e disegnata da Sergio Aragonés, per poi pubblicare la sua prima storia da autore completo, The Adventures of Nilson Groundthumper and Hermy (dove compare per la prima volta il personaggio di Usagi Yojimbo), sul numero 1 della rivista Albedo. Steve Gallacci, editor e fondatore della rivista, riuscito a mettere da parte del denaro, chiede a Sakai ulteriore materiale da pubblicare. Così, nel numero successivo, ispirandosi al personaggio storico di Miyamoto Musashi, l'autore realizza la prima storia con Usagi protagonista. 
Sakai scrive e disegna personalmente tutte le storie con protagonista il coniglio samurai, pubblicate nel corso degli anni da diversi editori, tra cui Fantagraphics (dal 1987 al 1996), Dark Horse Comics (dal 1997 al 2019), IDW Publishing (dal 2019) e Mirage Comics. Il personaggio compare anche nel settimo episodio della quinta stagione della serie animata Teenage Mutant Ninja Turtles - Tartarughe Ninja, intitolato "Yojimbo", scritto dallo stesso Stan Sakai. Nel 2013 disegna su testi dell'editor Mike Richardson la graphic novel 47 Ronin, basata sull'opera teatrale giapponese Chūshingura.

## Premi e riconoscimenti
- 1991 Inkpot Award
- 1996 Eisner Award - Miglior lettering per Groo (Image Comics) e Usagi Yojimbo (Mirage)
- 1996 Eisner Award - Talento meritevole di maggior considerazione per Usagi Yojimbo
- 1999 Eisner Award - Miglior storia a puntate per Usagi Yojimbo
- 2002 National Cartoonist Society Awards (NCS Awards) - Comic Book Division per Usagi Yojimbo
- 2007 Harvey Award - Miglior lettering per Usagi Yojimbo (Dark Horse Comics)
- 2012 Eisner Award - Miglior lettering per Usagi Yojimbo (Dark Horse)
- 2014 Inkwell Awards - The All-in-One Award
- 2016 Harvey Award - Best Cartoonist per Usagi Yojimbo
- 2018 Eisner Award - Miglior lettering per Usagi Yojimbo (Dark Horse) e Groo: Play of the Gods (Dark Horse).